# FIVB World Tour 1992/93 der Frauen
Die FIVB World Tour 1992/93 der Frauen war die erste Beachvolleyballserie der Fédération Internationale de Volleyball für Frauenteams und bestand aus zwei Turnieren. Erste FIVB Tour Champions wurden Karolin Kirby und Nancy Reno.

## Turniere

### Almería(12. bis 15. August 1992)
| Platz | Team                               |
| ----- | ---------------------------------- |
| 1     | Karolyn Kirby / Nancy Reno         |
| 2     | Linda Chisholm / Angela Rock       |
| 3     | Roseliane dos Santos / Roseli Timm |
| 4     | Jackie Silva / Isabel Salgado      |
| 5     | Anita Spring / Jacqui Vukosa       |
| 6     | Lisa Willcocks / Chris Wilson      |
| 7     | Jurdit Danada / Gyongyi Polanyi    |
| 8     | Alexandra Bruhn / Ariane Radfan    |

Das erste FIVB Frauenturnier überhaupt fand in Almería statt. Bei den Spain Open waren zehn Beachpaare am Start. Je zwei Teams stellten das Gastgeberland, die Vereinigten Staaten, Brasilien und Australien. Ein Team aus Ungarn und ein deutsches Duo vervollständigten das Teilnehmerfeld.
Siegerinnen wurden die US-Amerikanerinnen Karolyn Kirby und Nancy Reno. Die Silbermedaille gewannen ihre Landsfrauen Linda Chisholm und Angela Rock, die Bronzemedaille erkämpften die Brasilianerinnen Roseliane dos Santos und Roseli Timm vor Jackie Silva und Isabel Barroso Salgado. Die beiden australischen Paare Anita Spring/Jacqui Vukosa und Lisa Willcocks/Chris Wilson belegten den fünften und sechsten Platz vor den Ungarinnen Jurdit Danada/Gyongyi Polanyi und den Deutschen Alexandra Bruhn/Ariane Radfan. Nur den neunten und zehnten Rang erreichten die beiden spanischen Teams  Monica Del Prado/Liliana Diaz und Virginia Cardona/Immaculada Gonzalez Casado. Das Gesamtpreisgeld betrug 50.000 US-Dollar, davon erhielten die Siegerinnen je 9.500 Dollar.

Das Turnier in Almeria war auch Demonstrationswettbewerb der Olympischen Sommerspiele 1992.

### Rio de Janeiro(9. bis 14. Februar 1993)
| Platz | Team                                    |
| ----- | --------------------------------------- |
| 1     | Karolyn Kirby / Nancy Reno              |
| 2     | Mônica Rodrigues / Adriana Samuel Ramos |
| 3     | Jackie Silva / Karina Lins e Silva      |
| 4     | Linda Chisholm / Liz Masakayan          |
| 5     | Roseli Timm / Isabel Salgado            |
| 6     | Anita Spring / Jacqui Vukosa            |
| 7     | Cristina Wallerstein / Claudia Lupion   |
| 8     | Lazara Martinez / Nivris Rojas          |

Auch beim zweiten Turnier der World Series 1992/93 waren zehn Beachpaare am Start. Vier Teams aus dem Gastgeberland, zwei aus den Vereinigten Staaten und je ein Duo aus Australien, Japan und Kuba bewarben sich um den Sieg bei den Brazil Open. Das einzige europäische Team, Cordula Borger und Tina Klappenbach aus Deutschland, belegte in der Endabrechnung den neunten Platz. Karolin Kirby/Nancy Reno gewannen auch das zweite Turnier der Serie und verwiesen die Brasilianerinnen Mônica Rodrigues/Adriana Samuel und Jackie Silva/Karina Lins e Silva auf den zweiten und dritten Platz. Die Silbermedaillengewinnerin von Almería, Linda Chisholm, erreichte mit ihrer neuen Partnerin Liz Masakayan nur den vierten Platz, gefolgt von Isabel Barroso Salgado und Roseli Timm sowie Anita Spring und Jacqui Vukosa. Die Gesamthöhe des Preisgeldes betrug wie in Almería 50.000 US-Dollar, Kirby und Reno erhielten davon je 10.000 Dollar.

## Auszeichnungen
| FIVB Tour Champion | Karolyn Kirby / Nancy Reno |